# Métaconnaissance
Une métaconnaissance est une connaissance sur une ou des connaissances.
On peut distinguer en particulier :
- les métaconnaissances décrivant les connaissances,
- les métaconnaissances sur l'utilisation des connaissances,
- les métaconnaissances pour découvrir des connaissances,
- les métaconnaissances sur la confiance ou la véracité d'une connaissance,
- les métaconnaissances sur la connaissance d'autres - ou para-connaissance - (ex. : Pierre sait que Jacques ne connait pas son numéro de téléphone),
- etc.

En informatique, dans la plupart des systèmes experts, les connaissances du domaine du système (par exemple connaissances médicales pour l'aide au diagnostic) sont fournies plus ou moins déclarativement, tandis que les métaconnaissances (notamment celles pour utiliser ces connaissances) sont programmées en dur dans le moteur d'inférence. Parfois certaines d'entre elles sont formalisées et paramétrables, par exemple dans des métarègles.

## Exemples de méta-connaissance d'utilisation des connaissances enlogique formelle
- Modus ponens : de l'implication A ⇒ B et du fait A, on déduit le fait B.
- Modus tollens : de l'implication A ⇒ B et du fait non-B, on déduit le fait non-A.